# Karl-Birger Blomdahl
Karl-Birger Blomdahl (né à Växjö le 19 octobre 1916 – décédé à Kungsängen dans la commune de Upplands-Bro près de Stockholm, le 14 juin 1968) est un compositeur et chef d'orchestre suédois.

## Œuvres

### Musique pour la scène
- 1958 : Aniara, opéra (livret de Erik Lindegren basé sur un poème de Harry Martinson)

(enregistré par Columbia Masterworks dans un double-album dans les années 60).
- 1962 : Herr von Hancken, (livret de Erik Lindegren basé sur le livre de Hjalmar Bergmans)
- 1949 : Agamemnon

### Ballet
- 1954 : Sisyfos
- 1957 : Minotaurus
- 1959 : Anabase, oratorio sur le texte de Saint-John Perse
- 1962 : Spel för åtta

### Musique orchestrale
- 1943 : Symphonie nº 1
- 1947 : Symphonie nº  2
- 1948 : Pastoralsvit
- 1950 : Symphonie nº 3, Facetter
- 1961 : Forma Ferritonans

### Concerto
- 1941 : Concerto pour alto et orchestre
- 1946 : Concerto pour violon et orchestre à cordes

### Musique vocale et chorale
- 1951–52 : I speglarnas sal, pour chœur, d'après un poème d'Erik Lindegren
- 1966 : . . . The Journey in This Night, mélodie pour soprano et orchestre à cordes, sur un poème d'Erik Lindegren

### Musique de film
- (1953) Gycklarnas afton
- (1965) Så börjar livet

### Musique de chambre
- 1938 : Trio pour cuivres
- 1939 : Quatuor à cordes No. 1
- 1945 : Little Suite for bassoon & piano
- 1948 : Dance Suite nº 1
- 1951 : Dance Suite nº 2
- 1955 : Trio pour clarinette, violoncelle et piano

### Musique électronique
- 1966 : Altisonans